# Шитово (озеро)
Шитово (каз. Шитово) — озеро в Жамбылском районе Северо-Казахстанской области Казахстана. Находится в 2 км к востоку от села Пресновка.
По данным топографической съёмки 1940-х годов, площадь поверхности озера составляет 1,35 км². Наибольшая длина озера — 1,5 км, наибольшая ширина — 1,1 км. Длина береговой линии составляет 4,6 км, развитие береговой линии — 1,1. Озеро расположено на высоте 136,9 м над уровнем моря.